# Жданович, Адам Васильевич
Адам Васильевич Жданович (род. 1889, Бродница, ныне Ивановский район, Брестская область — 16 февраля 1954, Минск) — белорусский православный священник, протоиерей. Один из наиболее известных духовных лидеров Жлобинщины в первой половине XX века. Был репрессирован в 1930-х годах, после освобождения вернулся к пастырскому служению.

## Биография
Родился в деревне Бродница (тогда Пинский уезд Минская губерния), в семье псаломщика. Окончил Минское духовное училище и два класса Минской духовной семинарии.
В 1914 году назначен псаломщиком в Свято-Николаевскую церковь в Уречье (ныне Любанский район). В 1920 году рукоположен во диакона, а затем — во священника в Левашовскую церковь Речицкого уезда. В 1922 году назначен настоятелем в деревне Храковичи (ныне Брагинский район), а в 1923 году — благочинным Речицкого округа.
С 1929 года служил в Свято-Троицкой церкви в Жлобине и был назначен благочинным Жлобинского округа.

### Арест и репрессии
20 декабря 1932 года арестован органами ОГПУ по обвинению в участии в «антисоветской группе» и распространении «провокационных слухов». 11 января 1933 года осуждён «тройкой» при ПП ОГПУ по БССР на 5 лет исправительно-трудовых лагерей. После освобождения в 1938 году работал главным бухгалтером в Коми АССР.

### После войны
В 1946 году назначен настоятелем церкви в деревне Артуки Речицкого района, а с 1947 года — настоятелем Свято-Покровского храма в Жлобине. В 1948 году назначен благочинным Жлобинского округа, в 1950 году возведён в сан протоиерея.
Скончался 16 февраля 1954 года в Минске, перед смертью успел повидаться с сыном Василием.

### Реабилитация
Реабилитирован 22 декабря 1960 года.